# Danio albolineatus
Danio albolineatus è un pesce d'acqua dolce tropicale appartenente alla famiglia dei Cyprinidae, conosciuto comunemente come danio perla o danio perlato, un tempo classificato nel genere Brachydanio.

## Distribuzione e habitat
Questa specie è diffusa nei corsi d'acqua, nei ruscelli di montagna dell'Asia sudorientale: Birmania, Thailandia, Penisola Malese, Laos e Sumatra, caratterizzati da rigogliosa vegetazione acquatica e forestale. Le acque in cui vive sono limpide ed a corso veloce, con temperatura 20-25 °C. Si muove soprattutto nelle fasce superficiali dell'acqua.

## Descrizione
Ha due paia di barbigli piuttosto lunghi. Il colore del corpo è rosato con due linee longitudinali chiare e iridescenti tra la pinna dorsale e il peduncolo caudale.

## Alimentazione
Si nutre di insetti e, in minor misura, di zooplancton.

## Acquariofilia
Va ospitato in vasche con una dimensione minima di 60 cm in un numero minimo di cinque esemplari.

## Conservazione
Le popolazioni sono abbondanti e ampiamente distribuite per cui la specie non è considerata minacciata dalla IUCN.